# Akustična vaba
Akustična vaba (angleško sonar decoy - sonarna vaba) je protiukrep, ki ga uporabljajo podmornice za obrambo pred akustičnimi torpedi. Vaba proizvaja zvočne signale in skuša privabiti akustične torpede nase, tako da ne zadane podmornice. 
Nemške akustične vabe Bold iz 2. svetovne vojne so se uporabljale, da so zmedle iskalne ASDIC sonarje.